# Corythornis vintsioides
Alcedo vintsioides е вид птица от семейство Alcedinidae. Видът е незастрашен от изчезване.

## Разпространение
Разпространен е в Коморски острови, Мадагаскар и Майот.